# Смолярі-Світязькі
Смолярі-Світязькі — село в Україні, у Шацькій селищній територіальній громаді Ковельського району Волинської області.
Населення становить 279 осіб. Орган місцевого самоврядування — Шацька селищна рада.

## Природне оточення
Поблизу села є озеро Прибич. Від озера текла річка, яка впадала в Прип'ять, від неї залишився тільки невеликий рівчак.

## Історія

### Заснування
Територія, де тепер знаходиться с. Смолярі-Світязькі, колись була вкрита густим сосновим лісом і непрохідними болотами. Село засноване приблизно 250—270 років тому, це 1725—1750 роки. Місцеві жителі, які переселились сюди із села Світязь, були першими переселенцями — це Мартин, Сухар, Писарчук, Бортник. Землі, де вони оселились, і нині носять назви: Мартинівщина, Сухарове, Писареве, Бортнове. Мабуть переселенців із Світязя привабили великі соснові ліси. Можливо, це були втікачі, які шукали кращого життя, а непрохідні болота давали їм надійний захист. Перші жителі добре навчились добувати і переробляти смолу: копали пні сосен і в печах точили смолу. Отож і назва села пішла звідти. В п'яти печах, споруджених у лісі, жителі виготовляли смолу, спирт, мазуту для змазування возів і склеювання бочок, діжок. Позаяк перші поселенці були з села Світязь, то Смолярі назвали Світязькими. Про те, що в цій місцевості займались здобуванням і переробкою смоли свідчить те, що за 3 км від Смолярів Світязьких є Столинські Смолярі і недалеко знаходяться Рогові Смолярі.
19 вересня 2024 року Верховна Рада підтримала перейменування села Смоляри-Світязькі на Смолярі-Світязькі. 26 вересня 2024 року перейменування набуло чинності.
12 червня 2020 року, відповідно до розпорядження Кабінету Міністрів України № 708-р «Про визначення адміністративних центрів та затвердження територій територіальних громад Волинської області», увійшло до складу Шацької селищної територіальної громади.
19 липня 2020 року, в результаті адміністративно-територіальної реформи та ліквідації Шацького району, село увійшло до новоутвореного Ковельського району.

## Населення
Згідно з переписом УРСР 1989 року чисельність наявного населення села становила 294 особи, з яких 132 чоловіки та 162 жінки.
За переписом населення України 2001 року в селі мешкало 279 осіб.

### Мова
Розподіл населення за рідною мовою за даними перепису 2001 року:
| Мова       | Відсоток |
| ---------- | -------- |
| українська | 99,64 %  |
| російська  | 0,36 %   |

## Сільські заклади
Село Смолярі Світязькі належить до Шацької громади. Воно розташоване за 17 км на південний захід від центру громади і за 34 км від залізничної станції Ягодин. У селі є неповна середня школа, будинок культури, бібліотека, фельдшерсько-акушерський пункт, два магазини і православна церква Святого Духа.